# Cabri (Saskatchewan)
Pour les articles homonymes, voir Cabri (homonymie).
Cabri est une communauté située dans la province de la Saskatchewan, dans le sud-est.